# Aceszulfám-K
| Aceszulfám-K |                                                                 |
| Az Aceszulfám Kálium sója                                                                                       |                                                                 |
| Az aceszulfám kálium pálcika-modellje                                                                           |                                                                 |
| \| \| \| |                                                                 |
| IUPAC-név | kálium-6-metil-2,2-dioxo-2H-1,2λ6,3-oxatiazin-4-olát            |
| Más nevek | Acesulfame K Ace K                                              |
| Kémiai azonosítók                                                                                               |                                                                 |
| CAS-szám | 55589-62-3                                                      |
| PubChem | 23683747                                                        |
| ChemSpider | 55940                                                           |
| EINECS-szám | 259-715-3                                                       |
| ChEBI | 184415                                                          |
| SMILES | [K+].C\C1=C\C(=O)[N-]S(=O)(=O)O1                                |
| InChI | 1/C4H5NO4S.K/c1-3-2-4(6)5-10(7,8)9-3;/h2H,1H3,(H,5,6);/q;+1/p-1 |
| InChIKey | WBZFUFAFFUEMEI-UHFFFAOYSA-M                                     |
| UNII | 23OV73Q5G9                                                      |
| ChEMBL | 1351474                                                         |
| Kémiai és fizikai tulajdonságok                                                                                 |                                                                 |
| Kémiai képlet                                                                                                   | C4H4KNO4S                                                       |
| Moláris tömeg                                                                                                   | 201,24 g/mol                                                    |
| Megjelenés | fehér kristályos por                                            |
| Sűrűség | 1,81 g/cm³                                                      |
| Olvadáspont | 225 °C                                                          |
| Oldhatóság (vízben)                                                                                             | 270 g/l 20 °C-on                                                |
| Veszélyek |                                                                 |
| NFPA 704 | 1 0                                                             |
| Ha másként nem jelöljük, az adatok az anyag standardállapotára (100 kPa) és 25 °C-os hőmérsékletre vonatkoznak. |                                                                 |
| |                                                                 |

Az aceszulfám-K az egyik legismertebb mesterséges édesítőszer. Fehér, kristályos por, melynek az összegképlete: C4H4KNO4S. 1967-ben fedezte fel egy német vegyész, Karl Clauss. A Szulfámsav származékaiból nyerik kémiai reakcióval.
A háztartásokban alkalmazott cukornál 200-szor édesebb. Alkalmazzák cukormentes gyümölcs- és zöldségkonzerveknél, lekvároknál, dzsemeknél, csokoládéknál, rágógumiknál, alkohol- és cukormentes italoknál, snackeknél, mustároknál, szószoknál. Ezen kívül szájvizekben, fogkrémekben és gyógyszerekben is megtalálható.
Összegképlete: C4H4KNO4S
Élelmiszer-adalékanyag kódja: E 950
Elfogadható napi beviteli mennyisége (ADI): 9,0mg/kg.

## Felfedezése
Az aceszulfám-K-t véletlenül fedezték fel,  egy hasonló vegyülettel (5,6-dimetil-1,2,3-oxatiazin-4(3H)-on-2,2-dioxid) 1967-ben. Felfedezője Karl Clauss és Harald Jensen volt, akik a Hoechst AG nevű cégnél dolgoztak. Clauss, miután véletlenül belenyúlt az anyagba, amivel éppen dolgozott, megnyalta az ujját, hogy felvegyen egy darab papírt. Későbbi kutatásai kimutatták, hogy hasonló vegyületek ugyanezzel az alapvázzal különböző mértékben édesek. A 6-Metil-1,2,3-oxatiazin-4(3H)-on-2,2-dioxidot az ízkaraktere miatt választották további kutatásra, és mert viszonylag könnyen szintetizálható. Ezután kapta generikus gyógyszernevét: Aceszulfám-K a World Health Organization-tól 1978-ban.

## Tulajdonságok
Az aceszulfám-K 200-szor édesebb, mint a cukor. Ugyanolyan édes, mint az aszpartám, 2/3-annyira, mint a szacharin és 1/3-annyira, mint a szukralóz. A szacharinhoz hasonlóan enyhe kesernyés utóíze van, különösen nagy koncentrációban. A Kraft Foods szabadalmaztatta nátrium-ferulátos elegyét (ferulasav nátriumsója), hogy elnyomja az utóízét. Az Aceszulfám-K édesítőszert gyakran keverik más édesítőszerekkel, általában aszpartámmal vagy szukralózzal, de asztali édesítőszerként is forgalomban van. Ez olyan hatást eredményez, ahol az egyes komponensek elnyomják egymás utóízét, és sokkal édesebb keveréket kapunk, mint az alkotórészek külön-külön.
Ellentétben az aszpartámmal, az aceszulfám-K stabil marad melegítés hatására, még enyhe bázikus vagy savas közegben is. Hosszabb tárolás alatt sem bomlik el. Szénsavas üdítőitalokban szinte mindig keverik más édesítőszerekkel. Használják édesítőszerként proteinkeverékekben és gyógyszerkészítményekben is, különösen rágható vagy folyékony készítményekben, ahol a hatóanyagnak erőteljes íze van. Cukortartalmú rágógumikban az aceszulfám-K-t ízfokozóként is alkalmazzák.